# Valentin Porte
Valentin Porte (Versailles, 7. rujna 1990.), francuski rukometni reprezentativac koji trenutno igra za Fenix Toulouse Handball na poziciji desnog vanjskog. Također prije igrao na poziciji desnog krila.
Za reprezentaciju je debitirao 2012. godine, a na prvom velikom natjecanju sudjelovao je 2013. kao zamjena za Guillaumea Jolija.